# Pitohui châtain
Colluricincla megarhyncha
Espèce
Statut de conservation UICN

 LC  : Préoccupation mineure
Le Pitohui châtain (Colluricincla megarhyncha) est une espèce de passereaux de la famille des Pachycephalidae.
Lors d'une étude sur la toxicité du genre Pitohui, deux oiseaux de cette espèce ont été étudiés. L'un des deux possédait des traces d'une batrachotoxine analogue à celles des grenouilles de la famille des Dendrobatidae d'Amérique du Sud.

## Répartition
Cet oiseau fréquente la Nouvelle-Guinée, les îles Aru et le pourtour nord de l'Australie.

## Habitat
Il habite les forêts humides tropicales et subtropicales.

## Liste des sous-espèces
Selon la classification de référence du Congrès ornithologique international (version 11.1, 2021) :
- Colluricincla megarhyncha megarhyncha (Quoy & Gaimard) 1830
- Colluricincla megarhyncha parvula Gould 1845
- Colluricincla megarhyncha aruensis (Gray, GR) 1858